# Rockin' in the Free World
Rockin' in the Free World är en låt av Neil Young, ursprungligen utgiven på hans album Freedom i oktober 1989. Den släpptes även som singel i november samma år, men hade skrivits och fått sina första framföranden medan Young var på turné i februari 1989.
Liksom tidigare "Hey Hey, My My (Into the Black)" på Rust Never Sleeps (1979) spelades låten in i två versioner, en huvudsakligen akustisk som öppnar albumet och en huvudsakligen elektrisk som avslutar det. Låtens refräng, i vilken meningen "keep on rockin' in the free world" upprepas, har gjort att den ofta uppfattats som en sång om frihetens segertåg. Detta förstärktes av att den släpptes månaden innan Berlinmurens fall och kom att förknippas med denna händelse, men den hade i själva verket skrivits redan i början av året, innan de större förändringarna i Östeuropa hade tagit fart. Young har i intervjuer betonat att titelraden delvis är ironisk, och avsedd att låta som en överdrift eller en sarkasm. Texten i verserna handlar i högre grad om social misär, utanförskap och offentlig lögn i USA än om den fria världens seger.
Till artister som gjort covers på låten hör Pearl Jam, som ofta spelat den live, och Joe Satriani, Steve Vai och Yngwie Malmsteen, av vilka en version kan hittas på livealbumet G3 Live: Rockin' in the Free World (även som dvd G3 Live in Denver) (2004). Även schweiziska Krokus gav ut en cover på låten 2017 på albumet Big Rocks.